# Massacro di Wulaia
Il massacro di Wulaia fu l'uccisione di otto europei disarmati compiuta da parte di circa trecento Yaghan; la strage si consumò il 6 novembre 1859 a Wulaia, sull'isola di Navarino.

## Antefatto

### A Keppel
La South American Mission Society, dopo la morte del suo fondatore Allen Gardiner (1851), elesse come presidente il reverendo John Pakenham Despard, che decise di continuare l'azione del suo predecessore: nel 1856, dopo aver comprato una nuova nave, l'Allen Gardiner, si stabilì a Keppel Island (nelle isole Falkland) colla famiglia e alcuni coloni riuscendo, nei tre anni successivi, a stringere relazioni amichevoli cogli Yaghan, alcuni dei quali vissero per un po' con lui a Keppel.

### Inizio della missione
A quel punto, si decise di proseguire coll'evangelizzazione: nell'ottobre del 1859 Despard decise di mandare l'Allen Gardiner a Wulaia (sulla costa occidentale dell'isola di Navarino), incaricandolo di riportarvi alcune famiglie di Yaghan e di costruire una chiesa, lasciandovi un catechista.
Appena giunto a Wulaia dopo una tranquilla traversata, si cominciò a sbarcare i nativi; in quel momento uno dei marinai informò il capitano Fell che erano stati rubati vari oggetti appartenenti all'equipaggio. Il capitano diede ordine di perquisire i fagotti degli indigeni che stavano sbarcando, trovandovi la refurtiva, che fu restituita ai legittimi proprietari.
Gli indigeni si irritarono e, mentre erano a bordo, uno di loro attaccò il capitano, tentando di strangolarlo; questi, però, lo respinse, dando poi ordine agli Yaghan di tornare a riva.
Nelle settimane successive l'equipaggio continuò a costruire il piccolo edificio che sarebbe stato adibito a chiesa, nonostante gli Yaghan disturbassero alquanto i lavori, guidati da Jemmy Button.

## Svolgimento
La domenica 6 novembre 1859 tutti i membri dell'equipaggio (a parte il cuoco) scesero a riva disarmati per celebrare la prima messa della Terra del Fuoco, all'inizio della funzione i circa trecento indigeni radunatisi attorno alla chiesa (costruita nelle settimane precedenti) li attaccarono, impedendo loro di raggiungere le due lance che avevano lasciato in mare; nell'edificio morirono sei persone: il capitano, quattro aiutanti e un marinaio, mentre l'altro marinaio e il catechista, Garland Philips, perirono nel tentativo di raggiungere le lance.

## Recupero della nave
Dopo circa cinque mesi di attesa, la Nancy, comandata da William Horton Smiley, scoprì la nave ancora a galla, ma completamente smantellata; a bordo c'era un unico sopravvissuto, il cuoco Alfred Cole, che in seguito raccontò l'infausta spedizione; lui  era ancora vivo perché, dopo essersi nascosto nell'isola per qualche tempo, era stato risparmiato dagli Yaghan, coi quali viveva ormai da tre mesi.

## Processo
Nel processo che seguì, svoltosi alle Falkland, Jemmy Button, uno dei probabili istigatori del massacro, non confermò la versione di Cole, raccontando che i responsabili del massacro erano gli Ona, la tribù nemica degli Yaghan; questa versione era abbastanza inverosimile, e ovviamente i giudici preferirono il resoconto di Cole.
Il processo, comunque, non ebbe conseguenze, visto che i  missionari, avendo ancora speranze di evangelizzare gli Yaghan, convinsero le autorità a non mandare alcuna spedizione punitiva.